# Perdigão, Minas Gerais
Perdigão este un oraș în Minas Gerais (MG), Brazilia.